# Tábor

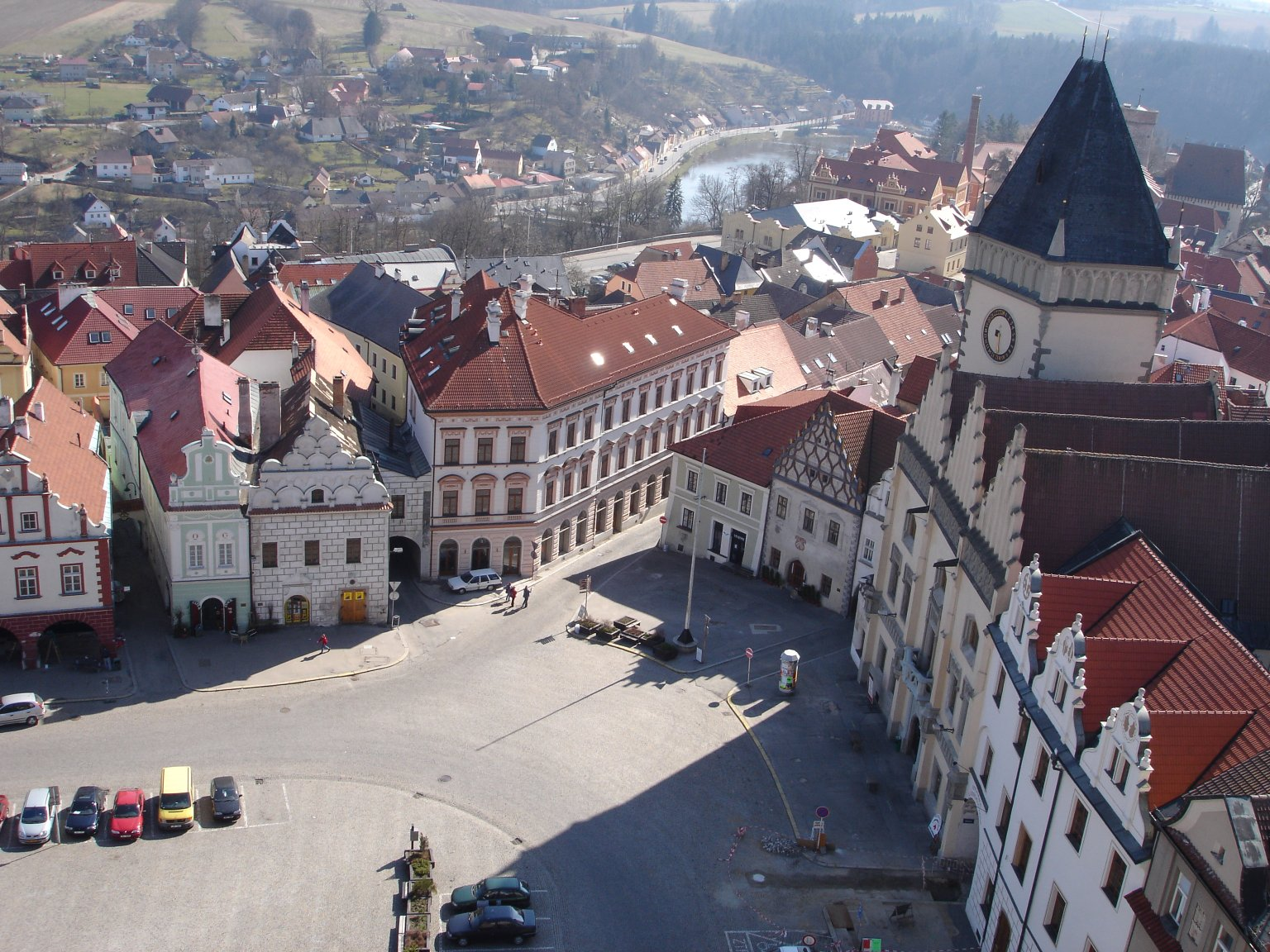
Canto sudoeste da Praça Žižka, vista da torre da igreja.

Tábor (AFI: [ˈtaːbor]) é uma cidade da República Tcheca, localizada na região da Boêmia do Sul. Foi batizada com esse nome em homenagem ao Monte Tabor, tido como o local da Transfiguração de Cristo; o nome, no entanto, popularizou-se, e hoje em dia tem o significado, em tcheco, de "acampamento" ou "campo".
A cidade foi fundada na primavera de 1420, por Petr Hromádka, de Jistebnice, e Jan Bydlínský, de Bydlín, membros da ala mais radical dos hussitas, que logo ficaram conhecidos como taboritas. A cidade tornou-se icônica, depois dos anos nos quais floresceu como uma comuna camponesa igualitária; este espírito foi celebrado a "Canção da Liberdade", do compositor tcheco Bedřich Smetana, que se tornou famosa no mundo anglófono depois da gravação em tcheco e inglês feita por Paul Robeson.
A parte histórica da cidade situa-se no topo de um monte isolado, que está separado do território ao seu redor pelo rio Lužnice e por um lago extenso, aos quais os hussitas deram o nome bíblico de Jordão; o lago tem 53 hectares de tamanho, e costuma ser usado atualmente por banhistas, especialmente durante os meses do verão. A importância histórica da cidade só diminuiu quando ela foi capturada pelo rei Jorge de Poděbrady, em 1452.
Embora a maior parte das fortificações antigas tenham sido demolidas ao longo do tempo, Tábor (ou Hradiště Hory Tábor, o "castelo do Monte Tábor", como era chamada no período hussita) ainda preserva diversos memoriais à sua fama passada. No centro da cidade está a Praça Žižka, onde desembocam ruas muito estreitas, o que tornava a invasão de inimigos difícil, em períodos de guerra. A cidade conta com um engenhoso labirinto de túneis sob as casas e ruas; os habitantes costumavam escavar porões sob suas casas, que acabaram sendo interligados posteriormente. Uma seção de aproximadamente um quilômetro dos sistemas de túneis estão abertos ao público.
No centro da praça está a estátua de Jan Žižka, um dos maiores líderes hussitas. Também na praça está a Igreja da Conversão do Senhor no Monte Tabor, construída em 1516 no estilo do "renascimento" boêmio, e a prefeitura da cidade, que está ao lado de um museu que contém memoriais interessantes do período hussita, tais como carroças que serviam como carros de batalha. Boa parte das fortificações antigas, e a antiga torre Kotnov e o portão de Bechyně, próximo a ela, ainda existem.